# Règlement de nommage des bâtiments de la Marine chinoise
Le règlement de nommage des bâtiments de la Marine (chinois : 海军舰艇命名条例 ; pinyin : Hǎijũn Jiàntǐng MÌngmíng Tíaolì) est un règlement qui concerne le nommage des bâtiments de la Marine de l'Armée populaire de Libération ("PLAN" en acronyme anglophone). Il a été publié par la "PLAN", le 18 novembre 1978, et a été révisé le 10 juillet 1986.

## Nomenclature
Le règlement précise que les noms des bâtiments de surface d'une taille supérieure à celle des croiseurs (c'est-à-dire les cuirassés et les porte-avions) seront attribués par le Conseil d'Etat au cas par cas, tandis que les autres sont nommés d'après des lieux géographiques :
| Bâtiments                                                                               | Nommés d'après :                                                                                            |
| --------------------------------------------------------------------------------------- | --- |
| Croiseurs et porte-avions                                                               | Provinces chinoises                                                                                         |
| Destroyers                                                                              | Grandes villes chinoises                                                                                    |
| Frégates                                                                                | Grandes villes chinoises                                                                                    |
| Sous-marins nucléaires                                                                  | Changzheng (chinois : 长征 ; pinyin : Chángzhēng ; litt. « Longue marche »), suivi par un numéro de série   |
| Sous-marins lanceurs de missiles balistiques et de missiles de croisière conventionnels | Yuanzheng (chinois : 远征 ; pinyin : Yuǎnzhēng ; litt. « Expédition »), suivi par un numéro de série        |
| Sous-marins conventionnels                                                              | Changcheng (chinois : 长城 ; pinyin : Chángchēng ; litt. « Grande muraille »), suivi par un numéro de série |
| Navires de guerre des mines                                                             | Préfectures chinoises                                                                                       |
| Chasseurs de sous-marins et corvettes                                                   | Comtés chinois                                                                                              |
| Docks & bâtiments d'assaut (débarquement)                                               | Montagnes chinoises                                                                                         |
| Autres navires de débarquement                                                          | Rivières chinoises                                                                                          |
| Bâtiments de ravitaillement                                                             | Lacs chinois                                                                                                |
| Navires de recherche                                                                    | Scientifiques chinois                                                                                       |
| Bâtiments école, de formation et d'entraînement                                         | Officiers de la marine chinoise                                                                             |

La marine chinoise se distingue de la plupart des marines occidentales par le fait que, contrairement à ses homologues occidentales, elle n'utilise pas de préfixes de bâtiment/navire en interne. Cependant, un système de préfixes similaire à celui de l'ouest a été développé par de nombreuses sources internet pour en assimiler la classification :
| Pays  | Service                                               | Préfixe | Sens |
| ----- | ----------------------------------------------------- | ------- | --- |
| Chine | Marine de l'Armée populaire de Libération (MAPL/PLAN) | PLANS   | Bâtiment de la Marine de l'Armée populaire de Libération : bâtiments en service dans la marine chinoise, principalement des bâtiments de guerre et quelques auxiliaires. La Chine n'utilise pas de préfixes "bâtiment" en interne.                            |
| Chine | Marine de l'Armée populaire de Libération (MAPL/PLAN) | PRCNS   | Navire de la république populaire de Chine : navires appartenant à la marine chinoise, mais armés par des équipages civils, y compris la plupart des navires de recherche. La Chine n'utilise pas de préfixes "navire" en interne.                            |
| Chine | Garde Côtière de la Chine (PRCCG)                     | PRCCGS  | Navire de la Garde côtière de la république populaire de Chine. La Chine n'utilise pas de préfixes "navire" en interne. |
| Chine | Agences Gouvernementales                              | PRCS    | Navire de la république populaire de Chine : navires appartenant à diverses administrations gouvernementales chinoises et à des organismes de réglementation, et qui sont objet de déploiement naval. La Chine n'utilise pas de préfixes "navire" en interne. |
| Chine | Marine Marchande                                      | PRCMV   | Navire de commerce de la république populaire de Chine. La Chine n'utilise pas de préfixes "navire" en interne. |